# Tulasnella pallidocremea
Tulasnella pallidocremea är en svampart som beskrevs av Jülich 1976. Tulasnella pallidocremea ingår i släktet Tulasnella och familjen Tulasnellaceae.   Inga underarter finns listade i Catalogue of Life.